# Dogs (Lied)
Dogs ist ein Lied der britischen Rockband Pink Floyd. Es steht an zweiter Stelle des Albums Animals und ist mit 17:05 Minuten das längste Lied dieses Werks. Zudem ist es das einzige Stück auf dem Album, welches nicht von Bassist Roger Waters alleine geschrieben und gesungen wurde.

## Entstehung und Bedeutung

### You've Got To Be Crazy
Die Urfassung des Liedes ist bereits 1974 entstanden und auf der UK-Tournee 1974 in Edinburgh uraufgeführt worden. Sie geht auf ein Riff von Gitarrist David Gilmour zurück, der Text stammt von Waters.
Der ursprüngliche Titel You've Got To Be Crazy entspricht der ersten Textzeile. Die genaue Schreibweise des Titels ist jedoch unklar und weicht oftmals von der oben genannten Version ab. Auf der bislang einzigen offiziellen Veröffentlichung, der Wish You Were Here Experience Edition, wird das Stück wie oben genannt. Waters kündigte bei Konzerten das Stück als You Gotta Be Crazy  an, in den provisorischen Liner Notes für einen Animals-Remix von 2018 (siehe Abschnitt Veröffentlichung) heißt das Stück ebenso. Im Internet und der Literatur findet sich You've Gotta Be Crazy als geläufige Schreibweise.

### Dogs
1976 wurde das Lied mehrmals umgeschrieben und zu Gunsten von Animals' Konzept in Dogs umbenannt. Ähnlich George Orwells Fabel Animal Farm (dt. Farm der Tiere), wird in diesem Konzept die Gesellschaft in drei Klassen unterteilt:
In einer kapitalistischen Gesellschaft sind die „Schafe“ die stupide, blind gehorchende Masse der Bevölkerung (siehe Sheep). An der Spitze stehen die „Schweine“, die den Schafen Normen und Werte predigen, an die sie sich selbst nur selten halten (siehe Pigs (Three Different Ones)). Die „Hunde“ (Dogs, in diesem Lied beschrieben) sind Unternehmer und Geschäftsleute, die das Volk ausbeuten und unterdrücken, um sich einen möglichst großen Vorteil zu sichern.

### Aufnahme
Die Urversion geht auf eine Session in den King’s Cross Studios zurück. Die Aufnahme der Albumversion fand von April bis Dezember 1976 in den Britannia Row Studios statt. Dieses Tonstudio war von der Gruppe selbst eingerichtet worden und diente auch als Lager, Aufenthaltsort und Bürofläche für Pink Floyd.
Gilmour verwendete neben seiner schwarzen Fender Stratocaster auch eine Fender Telecaster. Die Hunde, die man hört, wurden teilweise mit einem Vocoder verfremdet, bei dem es sich um einen Prototyp des Korg VC10s handelt, der Richard Wright gehörte.

### Autoren
Mit Animals hatte sich Roger Waters als maßgeblicher Komponist und Konzeptionist Pink Floyds endgültig etabliert. Deswegen fällt es auf, dass Dogs als einziges Stück des Albums Waters und Gilmour beide als Autoren nennt. Zwar sind alle anderen Kompositionen nur von Waters, aber Dogs füllt fast alleine eine gesamte Albumseite. So ist Gilmours Mitwirken an diesem Stück und somit am gesamten Album bis heute ein Streitpunkt zwischen Gilmour und Waters.

## Musik
Musikalisch betrachtet ist Dogs das vielfältigste Lied des Albums. Während die anderen Stücke meist auf einem oder wenigen Rhythmen aufbauen, variiert Atmosphäre, Tempo, Metrum und Leadinstrument von Dogs häufig im Laufe des Stücks. Es ist in d-Moll geschrieben.
Das Stück beginnt mit einem Fade-in eines schnellen Gitarrenriffs, gespielt von zwei akustischen Gitarren, die sich im Stereo gegenüber stehen. Dieses Riff besteht aus den für Pink Floyd ungewöhnlichen
Akkorden Dm9, Esmaj7sus2/B, A9sus4 und Asmsus2(add♯11). Richard Wright spielt auf einer Farfisa Orgel die Töne A, B, A und As jeweils dazu. Jeder dieser Akkorde wird 4 Takte lang gespielt, woraus sich ein 16-Takte langes Riff ergibt, welches sich sechs Mal wiederholt.
Der erste Durchlauf des Riffs ist instrumental. Bei der zweiten Wiederholung steigt Gilmour mit Gesang ein und singt die erste Strophe. Bei der dritten Wiederholung des Riffs (noch während der ersten Strophe) kommen eine Hammondorgel (rechts im Stereobild), E-Bass, Schlagzeug, sowie eine elektrische Gitarre (links im Stereobild) hinzu. Es folgt das erste Gitarrensolo in der vierten Wiederholung. In der Fünften singt Gilmour die kürzere zweite Strophe, eingeleitet von einem Schrei Waters. Der letzte Durchlauf ist geprägt von einem Synthesizersolo und Schlagzeug im Halftime.
Nach einem Break spielt nun die gesamte Band im Halftime. Zu hören ist das zweite Gitarrensolo. Zwei E-Gitarren spielen zu einer neuen Akkordfolge eine harmonisierte Melodie, während eine Dritte mit viel Hall und Echo leise Bendings spielt. Im Höhepunkt des Solos löst sich die Akkordfolge zur Tonikaparallele F-Dur auf, bevor sie wieder zurück nach Moll geht.
Nach dem Höhepunkt des Solos ändert sich die Atmosphäre. Traurig und ruhig besteht dieser Teil nur aus einer akustischen Gitarre nebst einem Rhodes Piano, die eine repetitive Figur auf den Akkorden Dm und C spielen. Im Hintergrund ist Hundegebell auszumachen. Die Akkordfolge löst sich auf, in dem zuerst B und C/B mehrfach wiederholt werden und dann A(add♭6), A, A/F, A/E wieder zu Dm9 führen. Ab hier wird diese Folge abgewandelt und erneut gespielt, während Gilmour zum dritten Gitarrensolo ansetzt.
Dieses Solo geht fließend in den nächsten Gesangsteil, die Bridge, über. Gilmour singt Lead und wird von Wright an manchen Stellen harmonisiert. Das letzte Wort „Stone“ wird 56 mal wiederholt, bis es verzerrt und blechern im Mittelteil untergeht.
Das Metrum ändert sich im Mittelteil zu 6/8 und das Klangbild wird jetzt von Synthesizern dominiert. Zuerst kann man Hundegebell hören, das mit einem Vocoder verfremdet wird. Dann spielt Wright ein gedoppeltes Solo auf dem Minimoog. Im 2018-Remix wurde dieses Solo durch einen anderen Take ersetzt und mit viel Echo gemischt.
Ab Minute 11:38 hebt sich langsam aus dem Klangteppich im Ursprungstempo eine akustische Gitarre im 4/4-Takt mit dem Anfangsriff hervor. Ab hier wird das Stück von vorne wiederholt und Waters ist nun Leadsänger. Das Stück endet in einer langen Coda. Die Band baut gemeinsam immer mehr Spannung auf, bis das Stück auf einem Dm9-Akkord endet.

### Unterschiede zur Urfassung
“Dogs had so many words, I physically couldn't get them in. [We] just cut out two-thirds of his [Waters] words, to make it possible ... .”

„Dogs hatte so viele Wörter, ich habe sie körperlich nicht hinbekommen. [Wir] kürzten den Text einfach um zwei drittel seiner [Waters] Wörter, um es möglich zu machen ... .“

Im Gegensatz zu Dogs ist You've Got To Be Crazy in e-Moll geschrieben. Dogs' tiefere Tonart rührt daher, dass in der ursprünglichen Fassung für Waters und Gilmour die Tonlage des Texts zu hoch war.
1974 und 1975 sang Gilmour die Strophen, während Waters die Bridge und die Coda übernahm. Bei letzterem trugen zusätzlich Gilmour und Wright Harmoniegesang bei. Auch der Text ist mehrfach umgeschrieben worden. In der Fassung von 1974 singt Gilmour gegenüber der finalen Version während der Strophen wesentlich mehr Text. Erst 1975 wurde der Text auf ca. ein drittel der ursprünglichen Länge gekürzt, wodurch er sich einfacher zu merken war, wie Gilmour 1992 dem Rock Compact Disc magazine erzählte. 1976 wurde der Text final in die heutige Form gebracht.
Weil man während der Konzerte 1974 und 1975 das Stück als Quartett spielte war man im Vergleich zur späteren Studioaufnahme musikalisch limitierter. So wurde ursprünglich das zweistimmige Gitarrensolo nicht mit zwei Gitarren, sondern mit Gilmours Fender Telecaster und Wrights Minimoog gespielt. Während der Tourneen zu Animals hatte man Snowy White als Gitarristen und Dick Parry, der neben Saxophon auch als Pianist aushalf, zusätzlich als Teil der Liveband. Dadurch konnte man sich viel näher an der nun existierenden Albumversion orientieren.
Die Länge der Ursprungsversion betrug ca. 18 Minuten, die Nord Amerikanische Version hingegen nur ca. 12.

### Unterschiede bei Aufführungen 1977
Die Live-Version, die auf der europäischen Animals-Tournee und der amerikanischen In the Flesh-Tournee gespielt wurde, unterscheidet sich in manchen Aspekten von der Albumversion. Die Hauptgründe sind die Limitationen einer Aufführung sowie das bessere und flüssigere Spiel des eigenen Parts.
Ein Beispiel für letzteren Punkt
ist das Anfangsriff, welches im Gegensatz zum Album auf einer elektrischen Gitarre gespielt wurde, um zwischen Soli und Riff besser wechseln zu können.
Die Verteilung der Gesangsteile war ebenfalls anders. So sang Gilmour alle Teile, bis auf das Outro. Der letzte Gesangsteil wurde nahe der Ursprungsfassung gestaltet. Wright und Gilmour sangen mit Waters im Kanon, dafür blieben Wrights Gesangsparts beim zweiten Teil aus.

## Text
Der Text von Roger Waters wird von ihm selbst sowie von Gilmour und Wright gesungen. Er lässt sich leicht in 4 Teile aufteilen, die durch lange Instrumentalpassagen getrennt sind. Zuerst erfolgen Strophe 1 und 2 mit Gilmour als Sänger, dann folgt eine Bridge ebenfalls mit Gilmour als Leadsänger. Wright trägt hier gelegentlich Harmoniegesang bei. Es handelt sich um Wrights letzten Vokalbeitrag auf einem Pink Floyd Album bis The Division Bell. Ab Minute 12:15 singt Waters den Leadgesang in der 3. Strophe, das Outro hat ebenfalls ihn als Leadsänger. Der Text behandelt rücksichtslose Geschäftsbosse, die „Hunde“ im Konzept des Albums.
Der erste Teil besteht aus den ersten beiden Strophen und beginnt während der zweiten Wiederholung des ersten Gitarrenriffs. Zeilen, wie „Du musst im richtigen Moment zuschlagen“ („You got to strike when the moment is right“) verdeutlichen die Kaltblütigkeit, die ein Hund besitzen muss, um erfolgreich zu sein. Es geht um die raubtierhaften Qualitäten von solchen Personen.
Im zweiten Teil, der Bridge, prangert Waters das Verhalten von Geschäftsleuten an, die in Schwierigkeiten stecken oder versagt haben: „Und wenn du die Kontrolle verlierst, erntest du was du gesät hast.“ („And when you lose control, you'll reap the harvest you have sown“).
Im dritten Teil, der 3. Strophe,
stellt Waters die auslaugenden Aspekte und die Einsamkeit des „Hundedaseins“ heraus: „Manchmal scheint es mir, dass ich nur benutzt/ausgenutzt wurde. [...] Und niemand hat einen echten Freund.“ („Sometimes it seems to me as if I'm just been used. [...] And no one has a real friend.“)
Im Outro, dem vierten und letzten Teil des Textes, beschreibt Waters das ganze Leben eines „Hundes“. Angefangen bei der Kindheit: „Wer wurde in einem Haus voller Schmerz geboren?“ („Who was born in a house full of pain?“) bis hin zum Tod des „Hundes“: „Wer wurde tod am Telefon aufgefunden?“ („Who was found dead on the phone?“).
Die Sätze des letzten Teils können als Fragesätze oder als Relativsätze interpretiert werden, die die letzte Zeile des dritten Teils genauer ausführen: „Und du glaubst mit ganzen Herzen, dass jeder ein Mörder ist“ („And you believe at heart that everyone's a killer“). Dieser Umstand ist unklar, da das Wort 'who' in der englischen Sprache sowohl das Fragewort für „Wer?“ als auch ein Relativpronomen für Personen ist.

## Veröffentlichung
Dogs wurde durch Harvest Records am 21. Januar 1977 im Vereinigten Königreich und am 12. Februar 1977 durch Columbia Records in den USA auf dem Album Animals auf Langspielplatte veröffentlicht. Im gleichen Jahr erschien das Album mitsamt Dogs auf Musikkassette. Auf CD kam das Album erstmals 1985 heraus, später wurden noch mehrere Remasters sowohl als CD, Download und LP veröffentlicht.
Die Premiere des Stücks war am 23. Januar 1977 in der Westfalenhalle, Dortmund und wurde als Eröffnungsstück der Konzerte gespielt. Nach Abschluss der Tournee in Montreal spielte nur noch Waters auf seinen Solo-Tourneen In The Flesh (1999–2001) und Us + Them (2017–2018) das Stück.
2018 wurde ein Remix des Albums angefertigt, der auf Grund von Streitigkeiten zwischen Waters und Gilmour erst 2022 veröffentlicht wird. Streitpunkt sollen Liner Notes gewesen sein, die Gilmour strikt ablehnte. Am 22. Juli 2022 wurde der Remix von Dogs vorab offiziell im Internet veröffentlicht. Der komplette Remix des Albums wird am 16. September 2022 veröffentlicht, am 7. Oktober erscheint ein Deluxe Set. Erhältliche Formate sind LP, CD, SACD a, DVD b und Blu-ray Disc.

## Rezeption
Bei manchen Kritiken werden Dogs Ähnlichkeiten zum Vorgängeralbum Wish You Were Here zugesagt. 1977 bemängelte die Musikzeitschrift Rolling Stone das Album als ganzes und zeigte als Negativbeispiel Zeilen aus der Bridge von Dogs. Auch die deutsche Musikzeitschrift Musikexpress zeigte sich wenig begeistert und schrieb drei Monate nach Erscheinen des Albums: „...Den Rest von ‚Animals‘ – ‚Dogs‘ und drei Abhandlungen zum Thema ‚Pigs‘ – kann man getrost vergessen.“ Nicht alle Kritiken fallen negativ aus, so bezeichnet laut.de Dogs als „Gipfel der schon bald darauf gänzlich überworfenen kreativen Harmonie Waters' und Gilmours“.

## Besetzung
- Roger Waters – E-Bass, Gesang
- David Gilmour – elektrische Rhythmus- und Leadgitarren, Akustische Gitarre, Gesang
- Richard Wright – Hammond-Orgel, Moog Minimoog, ARP Solina String Ensemble, Fender Rhodes, Farfisa Compact Duo, Gesang
- Nick Mason – Schlagzeug